# Aggatorp
Aggatorp är en ort i Virserums socken i Hultsfreds kommun belägen omkring 5 km sydost om Virserum. 
Den äldsta bevarade uppteckningen av byns namn är enligt ortnamnsregistret från den 15 april 1358. Byn genomgick laga skifte 1884. Längst upp i norr ligger Hjortesjön, i norr ligger även den gamla bykärnan där alla gårdarna låg samlade före laga skiftet. Länsväg H663 passerar tvärs genom byn, strax söder om den gamla bykärnan. Längre söderut skär även den smalspåriga järnvägen genom byn med Mosstorps station. Söder om järnvägen ligger sjön Bridd (även kallad Aggatorpssjön i äldre tid). Söder om Bridd ligger Aggatorpsgårdarnas skogsskiften.

## Toponym-etymologi
Namnet på byn ”Aggatorp” härstammar  troligen från nordisk högmedeltid. Någon ”Agge” som kan tänkas ha stavat sitt namn ”Agmunder”, har då någon gång under 1300-talets första hälft byggt sig en gård på platsen, som senare givit namn åt byn. Man kan förmoda att gården i fråga låg mellan den lilla bäcken och bergsknallen i öst/västlig riktning, samt mellan vägarna i nord/sydlig riktning. 

### Belägg
I förhistoriska och medeltida ortnamn betyder ”torp” normalt ”nybygge” (eller möjligen förtätning/tydlig förbättring av existerande bebyggelse). Vanligen är det ett mansnamn i förleden. I senare tiders svenska språk byter ordet ”torp” betydelse och åsyftar då mindre stuga på ofri jord (till exempel olika slags soldattorp). Äldre bebyggelsenamn har i allmänhet obestämd form (t.ex. -torp). Namn bildade under 1500-talet, eller senare, har i allmänhet bestämd form (t.ex. -torpet). Äldsta skriftliga belägget för ortnamnet i fråga är från 15 april 1358, där någon ”Gudmunder i Aggatorp” omnämns i en text. Några alternativa stavningar av ortnamnet har inte påträffats. För mansnamnet ”Agge” finns belägg från 1145. Det ser dock ut som att patronymikon från det namnet då ofta bildar ”Aggæson. Från 1350 finns belägg för Aggasson. Här har således bokstaven ”a” kommit in efter förleden ”Agg”. Namnet Agge/Aggi har tydligen redan då använts som hypokronym till andra namn. Till exempel anges att för de östgötska beläggen bör närmast ”Aghmund” komma i åtanke för personer som kallats ”Agge”. Det finns skriftliga belägg från det medeltida smålandet Sevede, där någon år 1358 stavat sitt namn ”Agmunder”. Sevede låg direkt norr om smålandet Aspeland, där Aggatorp låg/ligger. Med tanke på det äldsta belägget för ortnamnet Aggatorp, där någon stavat sitt namn ”Gudmunder”, kan man tänka sig att just den typen av stavning varit i bruk i området under 1300-talet.